# Дхаулагірі II
Дхаулагірі II (англ. Dhaulagiri II) — гора в Азії, висотою — 7751 метр, у гірському масиві Дхаулагірі-Гімал в Гімалаях на кордоні територій адміністративних зон Дхаулагірі та Карналі у Непалі.

## Географія
Друга за висотою, після Дхаулагірі, самостійна масивна гора гірського масиву Дхаулагірі-Гімал. Вершина розташована у північно-східній частині цього масиву, між горами Дхаулагірі III (7715 м) та Дхаулагірі V (7618 м) — на південному заході і з'єднана з ними одним гребенем; горою Дхаулагірі (8167 м) — на південному сході, Тукуче-Пік (6920 м) — на сході, Кая-Чулі (6975 м) — на заході. Вершини Дхаулагірі III, Дхаулагірі V, Дхаулагірі IV, Юнктайн-Пік, Фалс-Юнктайн-Пік та Дхаулагірі VI — є по суті частиною одного безперервного гребеня, який замикає найвища його вершина — Дхаулагірі II. Адміністративно вершина розташована на кордоні адміністративних зон, в північно-західній частині зони Дхаулагірі (Західний регіон) та південно-східній частині зони Карналі (Середньозахідний регіон) у Непалі, за 50 км на південний захід від кордону з Китаєм, за 12,6 км на північний-захід від Дхаулагірі (8167 м), за 357 км на захід — північний-захід від гори Еверест (8848 м) та за 225 км на північний-захід від столиці Непалу — Катманду.
Абсолютна висота вершини 7751 метр над рівнем моря. За цим показником вона займає 30-те місце у світі. Відносна висота — 2391 м, з найвищим сідлом «Французький прохід» (5360 м). За іншими даними, абсолютна висота вершини становить 7752 метри, відносна висота — 2397 м, а висота сідла — 5355 м. Топографічна ізоляція вершини відносно найближчої вищої гори Дхаулагірі (8167 м) — становить 12,62 км.

## Підкорення
Перший підйом на вершину відбувся 18 травня 1971 року групою альпіністів у складі Рональда Ферома, Адольфа Губера, Адольфа Вайссенштайнера та шерпа Джангбу в рамках експедиції під керівництвом Франца Губера, австрійського Гімалайського товариства, яка була організована на честь Рудольфа Джонаса, який був співзасновником та першим головою австрійського Гімалайського товариства.

## Галерея

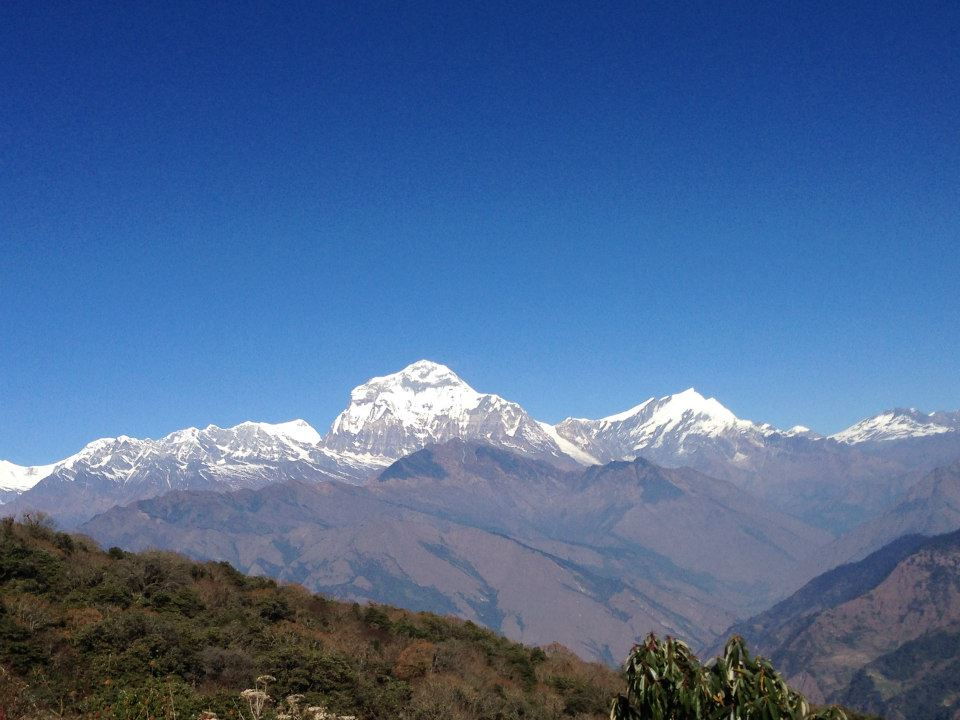
Дхаулагірі I (в центрі), Дхаулагірі II, зразу же ліворуч
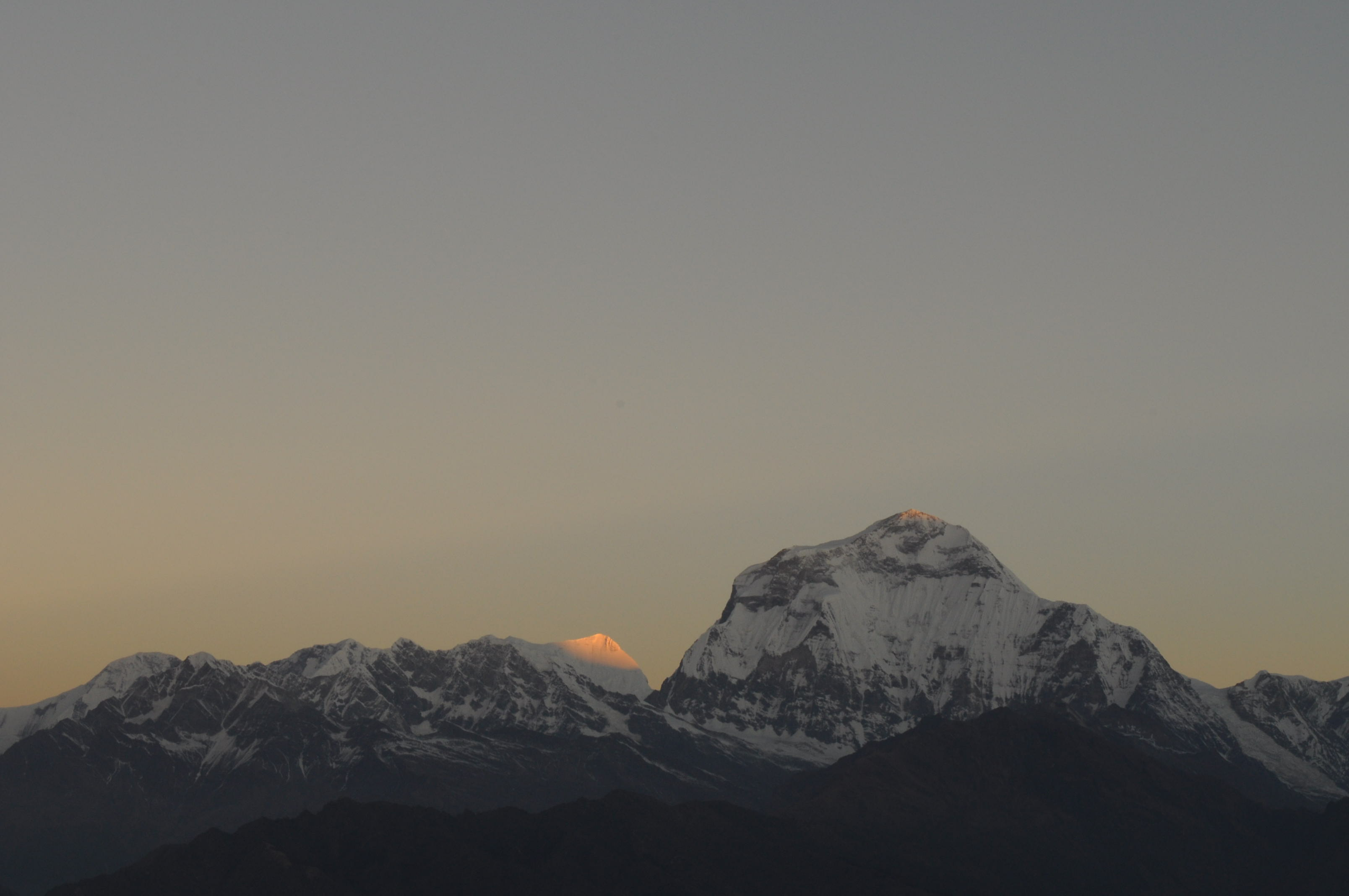
Дхаулагірі II (в центрі, червона при заході сонця)
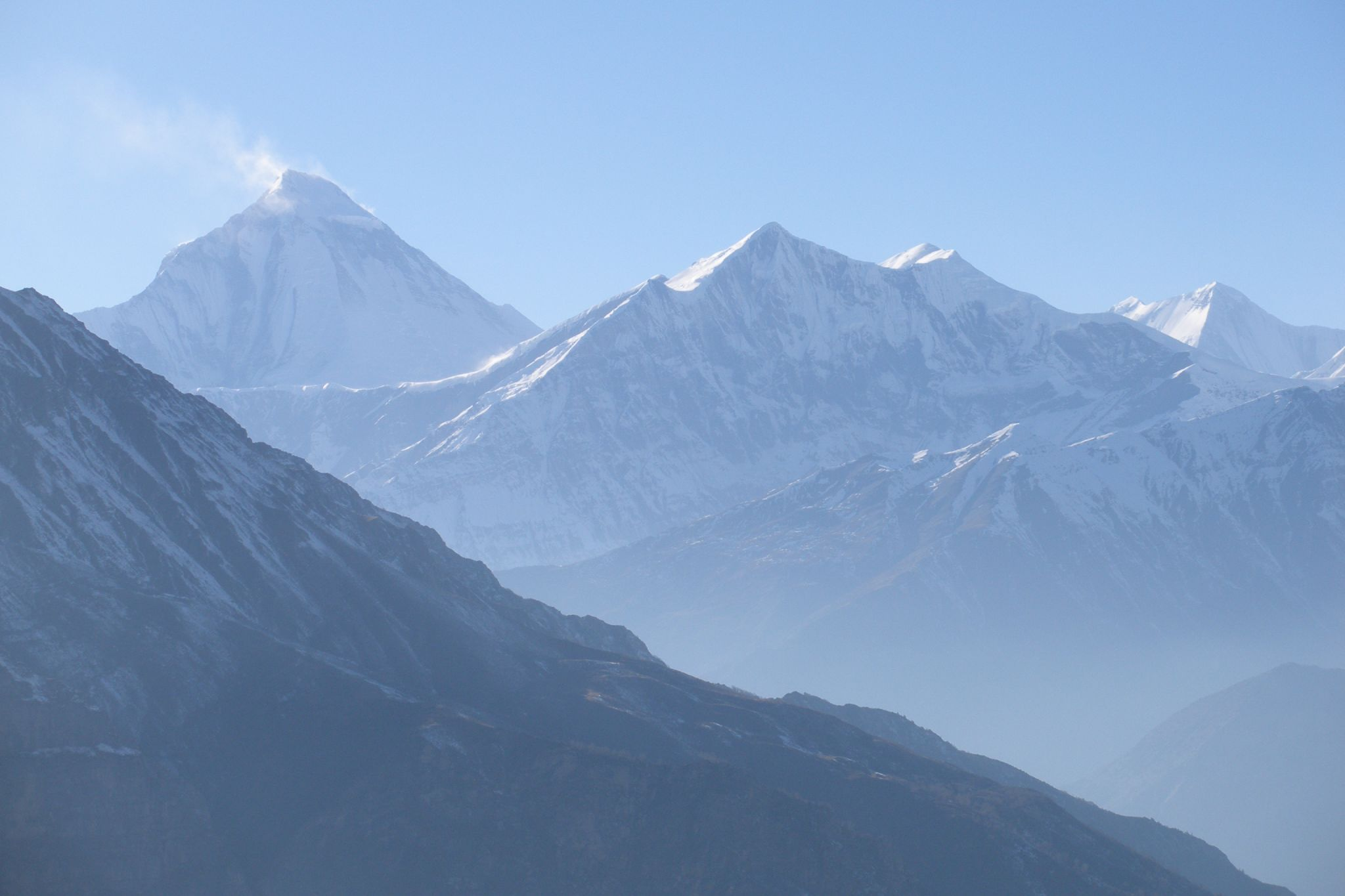
Дхаулагірі II (крайня праворуч, на задньому плані)